# Talasopolítica
La talasopolítica es un estudio sobre el Estado (con lo que se inscribe en el género de las Ciencias Políticas) que se distingue de la Geopolítica en que considera fundamentalmente el mar como factor territorio. Solamente plantearía, stricto sensu, las cuestiones referentes a las aguas interiores, el mar territorial y la plataforma continental, las que se admite forman parte del territorio del estado. 
Dadas las especiales características del ambiente marino, podemos decir que aunque el mar no puede ser parte componente del territorio de un estado, es un espacio que presenta muchas particularidades, que deben estudiarse para dar una acabada idea de lo que ocurre en él.
Es una forma de organizar los conocimientos relativos a la parte marítima del territorio de los Estados, consiste en el estudio de los espacios marítimos como ámbito del ejercicio de la jurisdicción estatal.